# Прапор Алчевська
Пра́пор Алчевська — прапор міста Алчевськ Луганської області. Затверджений 2 лютого 1993 року рішенням 44 сесії міської ради.

## Опис
Прямокутне темно-синє полотнище зі співвідношенням сторін 4:5, у центрі — повний герб міста.

## Окупація
12 травня 2015 року місцеві мешканці під час заходів щодо «Дня Республіки» помітили відсутність українського прапора Алчевська. В цей день було піднято прапор ЛНР. Який був переданий 11 травня 2014 року. Він був урочисто встановлений місцевими школярами під керівництвом алчевського депутата Івана Держия. Від цього дня над міською радою Алчевська був червоний прапор Перемоги Радянського Союзу та прапор ЛНР.